# Yamaha XT 500
La Yamaha XT 500 è una motocicletta prodotta dalla casa motociclistica giapponese Yamaha Motor dal 1975 al 1989.

## Storia

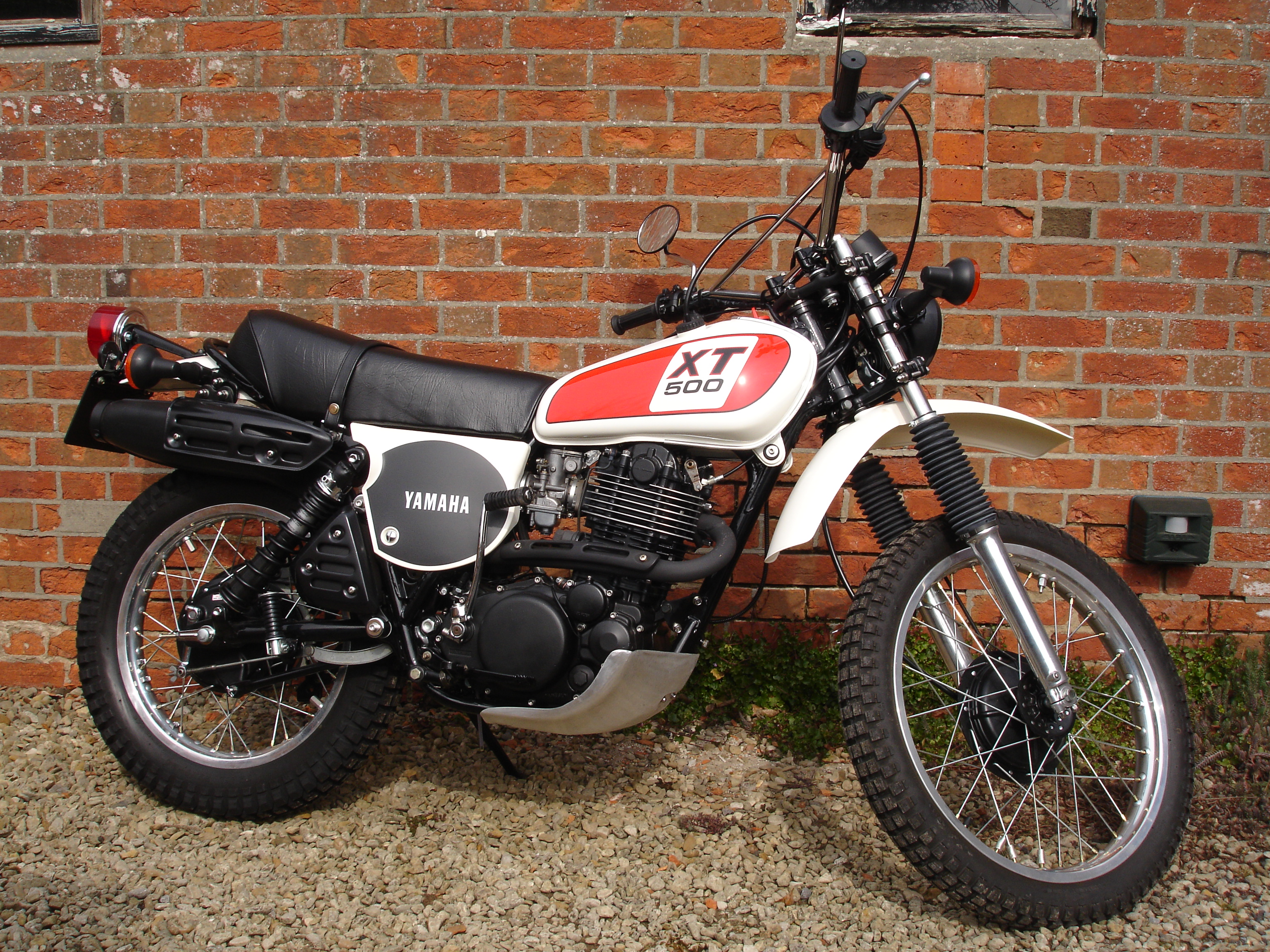
XT500 E

Presentata come "XT500-C" nel 1976 all'IFMA, la (fiera precedente Intermot), la prima versione della XT500 (dove la "X" sta per 4 tempi e la "T" per Trail) è dotata di un monocilindrico a 4 tempi con distribuzione a singolo asse a camme in testa, alesaggio e corsa rispettivamente di 87 x 84 mm e cilindrata di 499 cm³. La lubrificazione avveniva con la pressione d'olio a carter secco gestita da una doppia pompa tricoidale di mandata e recupero. Ad alimentarla c'era un 
carburatore Mikuni VM 34 SS. La trasmissione era affidata ad un cambio a 5 marce, con frizione multidisco a bagno d'olio. La potenza era di 32 CV e il peso di 142 kg.

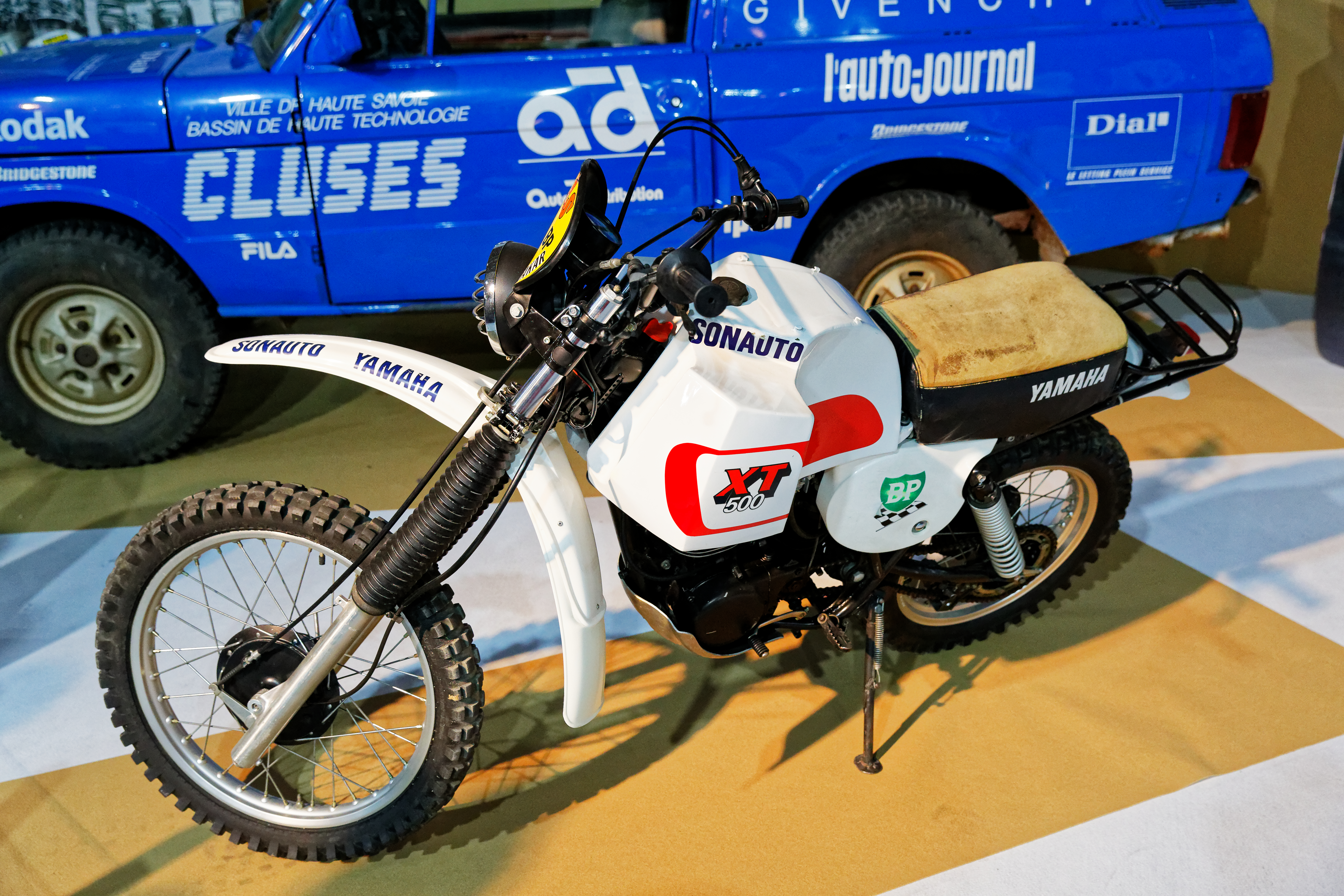
XT 500 C

Nel 1977 inizia l'evoluzione con l'arrivo della XT500-D. Con la versione 1977 oltre alle nuove grafiche sul serbatoio e la scritta "ENDURO 500" sulle fiancatine, compare il paramotore in alluminio e la marmitta con passaggio alto. Le frecce sono ora montate su supporti elastici.
Nel 1978 esordisce la XT500-E. Cambiano ancora le grafiche sul serbatoio: la scritta XT500 è dominante, mentre "YAMAHA" sostituisce "ENDURO 500" sulle fiancatine. Sulle forcelle sono montati i soffietti in gomma a protezione degli steli.
Nel 1979 debutta la XT500-F. Oltre alla nuova colorazione rossa c'è anche il nero come variante cromatica sul serbatoio. Anche il paramotore è verniciato di nero ed il parafango anteriore presenta delle feritoie per favorire il passaggio dell'aria sul cilindro.

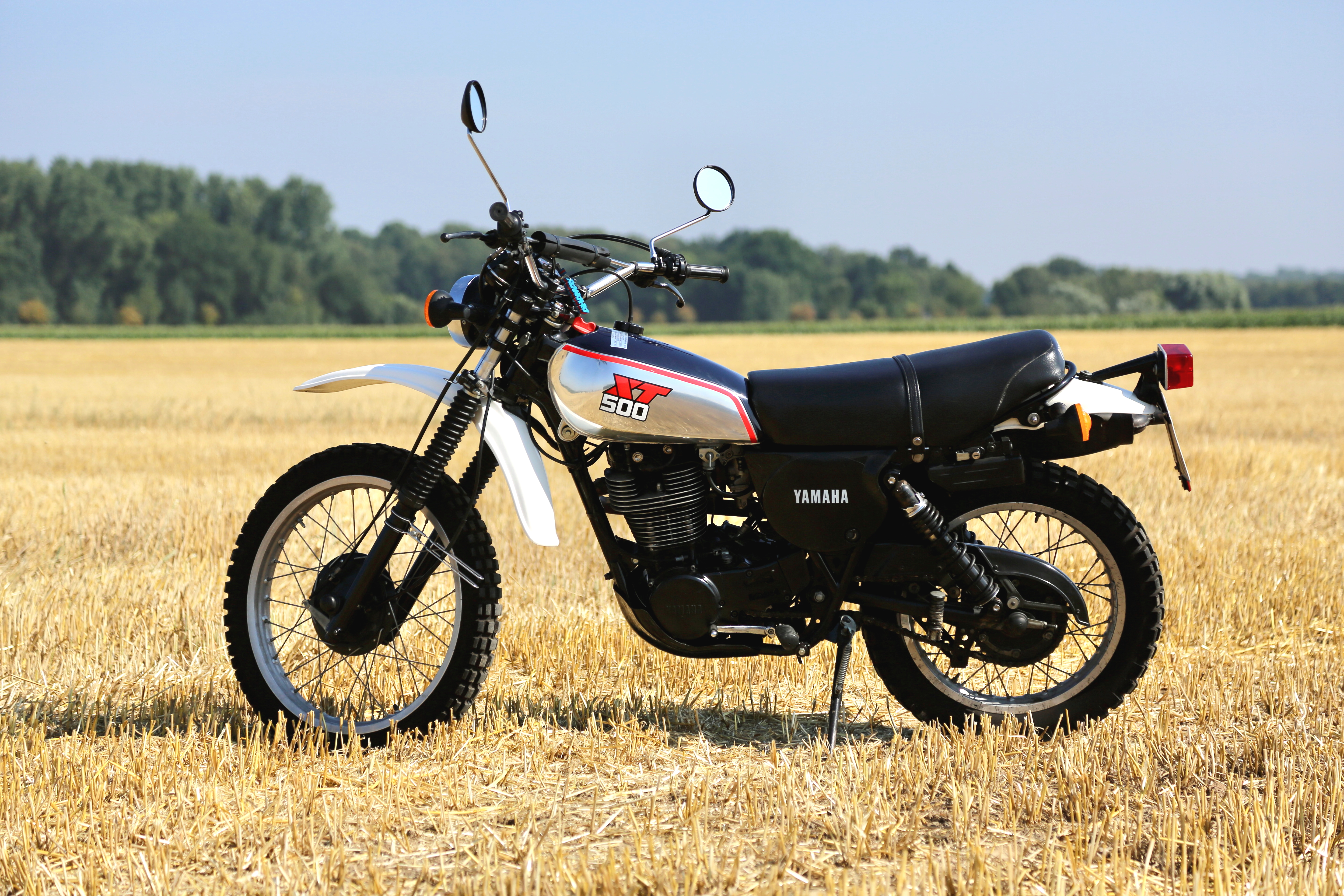
XT 500 del 1986

Dal 1980 entra in commercio la XT500-G; sono introdotte modifiche più profonde e non solo esteticamente. Il serbatoio è ora in alluminio con una nuova veste grafica. Le fiancatine sono nere ed i cerchi sono dorati. Il parafango anteriore è allungato. Le forcelle sono con perno disassato.
Nel 1981 il serbatoio diviene in alluminio lucido.
Nel 1986 viene introdotto l'impianto elettrico a 12 Volt; anche la scritta XT500 sul serbatoio viene leggermente modificata.
Nel 1989 arriva la versione celebrativa XT Anniversary, l'ultima XT prima della definitiva fine della produzione.

## Palmarès
- Rally Dakar 1979 e 1980[6]
  - con Cyril Neveu